# Johan Fleerackers
Johan Fleerackers (Mortsel, 12 mei 1931 - 11 maart 1989) was een Belgisch ambtenaar en een belangrijk acteur binnen het Vlaams cultuurbeleid en de Nederlands-Vlaamse culturele activiteiten.

## Levensloop
Fleerackers studeerde aan de Universitaire Faculteiten Notre-Dame-de-la-Paix in Namen en aan de Katholieke Universiteit Leuven, waar hij promoveerde tot doctor in de rechten. Hij studeerde verder internationaal privaatrecht aan de Universiteit Stellenbosch. Hij volbracht zijn legerdienst in de Belgische Luchtmacht.
Hij interesseerde zich vroeg aan culturele activiteiten. Hij was:
- medestichter van de ABN-kernen,
- bestuurslid van de Vlaamse studentenclub in Namen,
- uitgever van De Goedendag, een blad voor scholieren,
- preses van de cultuurafdeling binnen het Katholiek Vlaams Hoogstudentenverbond in Leuven,
- secretaris van de 'Eendrachtscommissie' van Nederlandse, Vlaamse en Zuid-Afrikaanse studenten, waarbij hij medeorganisator was van de Groot-Nederlandse studentencongressen in Leuven (1954), Amsterdam (1955) en Gent (1956).

In 1959 werd hij secretaris van de Kultuurraad voor Vlaanderen, die hij uitbouwde tot een gezaghebbende en invloedrijke drukkingsgroep. De functie leidde tot talrijke andere activiteiten:
- Vlaams secretaris van het Genootschap De Nederlanden in Europa (vanaf 1962 opgegaan in het Algemeen Nederlands Verbond;
- promotor van het 36ste Nederlands Congres in Antwerpen (1963), dat leidde tot de oprichting in 1965 van de Stichting voor Culturele Integratie van Noord en Zuid;
- medeoprichter van de uitgaven Openbaar Kunstbezit;
- secretaris van  de werkgroep 'Culturele autonomie', die in 1965 een memorandum publiceerde, dat de aanzet gaf voor de oprichting van parlementaire cultuurraden, de eerste stap naar de oprichting van gewestelijke parlementen.

In 1965 werd Fleerackers kabinetschef van Albert De Clerck, minister van Nederlandse Cultuur. Hij bleef dit ambt uitoefenen tot in 1977, onder de opeenvolgende ministers Renaat Van Elslande, Frans Van Mechelen, Jos Chabert en Rika De Backer. Deze langdurige aanwezigheid op een sleutelpositie leidde er toe dat hij een belangrijke invloed uitoefende, in een periode tijdens dewelke de Vlaamse culturele autonomie tot talrijke nieuwe initiatieven leidde.
In 1977 werd hij in opvolging van Raf Renard voorzitter van de Vaste Commissie voor Taaltoezicht en bleef dit tot aan zijn plots overlijden. Deze hoge functie, enigszins als een sinecure beschouwd, gaf hem de tijd en de mogelijkheden om verder een belangrijke rol te spelen in de evolutie naar meer culturele autonomie. 
Hij werd een van de initiatiefnemers van de Nederlandse Taalunie, die leidde tot een vastlegging van de taal en haar regels in een Nederlands-Belgisch verdrag. Hij werd de eerste voorzitter voor Vlaanderen van de Raad voor de Nederlandse Taal en Letteren. 
Hij speelde verder een betekenisvolle rol in het Antwerpse Centrum De Singel, in het Nationaal Orkest van België en bij het Koninklijk Ballet van Vlaanderen. Hij was ook nauw betrokken bij de ontwikkeling van de Orde van den Prince, waarover hij in 1986 een boek publiceerde: De Orde van den Prince.